# Mysterium (romanzo)
Mysterium è un romanzo di fantascienza scritto da Robert Charles Wilson.
Il romanzo ha vinto il Premio Philip K. Dick assegnato nel 1995.

## Trama
Uno strano manufatto di origini ignote viene scoperto in Turchia e viene trasportato in un laboratorio in una piccola cittadina americana, Two Rivers, nel Michigan. I test sul manufatto causano un'esplosione che proiettano la cittadina in una Terra alternativa, dove gli Stati Uniti sono governati da una dittatura fascista violenta e oppressiva. Questo mondo distopico è tecnologicamente arretrato di cinquant'anni e quando il regime fanatico-religioso scopre che nella biblioteca di Two Rivers sono custoditi dei testi che potrebbero tornare utili per costruire armi avanzate, invadono la cittadina. Il proposito è di realizzare una bomba atomica da testare sulla stessa Two Rivers.

## Edizioni
- (EN) Robert Charles Wilson, Mysterium, 1ª ed., New York, Bantam Spectra, 1994, ISBN 0-553-37365-X.
- (FR) Robert Charles Wilson, Mysterium, traduzione di Pierre-Paul Durastanti, Parigi, J'ai lu, 1995, ISBN 2-277-23949-6.
- Robert Charles Wilson, Mysterium, traduzione di Francesca Cerchia, Solaria, n. 3, Roma, Fanucci, 2000, ISBN 8834707184.